# 유스보이스
유스보이스는 다음커뮤니케이션, 다음세대재단이 함께 운영하는 청소년 미디어 창작지원 사업이다. 슬로건은 '퍼져라! 대한민국 젊은 목소리'이다. 온라인 상시 지원을 통해 미디어 창작활동을 위한 활동비, 멘토링, 관련 교육 등을 지원하고 있다.
스스로 만든 창작물을 게시하는 Yo! 스튜디오, 미디어 창작활동을 돕는 유스 크리에이터, 후원 프로그램인 멘토링, 관련단체들을 소개하고 확보하기 위한 파트너즈 등의 서비스를 지원한다.